# Asplenium lacinulatum
Asplenium lacinulatum är en svartbräkenväxtart som beskrevs av Heinrich Adolph Schrader. Asplenium lacinulatum ingår i släktet Asplenium och familjen Aspleniaceae. Inga underarter finns listade.